# Front Pomorski
Front Pomorski – związek operacyjny Wojska Polskiego utworzony 19 października 1919 w celu odzyskania Pomorza Wschodniego.

## Historia
W wyniku traktatu wersalskiego Polska odzyskała znaczną część ziem zabranych jej przez Prusy w I i II rozbiorze oraz uzyskała niewielką część ziem należących do Prus przed rozbiorami Polski:
- większą część Wielkopolski,
- po plebiscycie na Górnym Śląsku (1921) część górnośląskiego zagłębia przemysłowego,
- poważną część byłych Prus Królewskich (zwanych pod zaborem: Prusy Zachodnie), z niewielkim jednak dostępem do morza.

W celu wyegzekwowania tego ostatniego utworzono Front Pomorski pod dowództwem gen. por. Józefa Hallera.
7 marca 1920 został wydany rozkaz o likwidacji dowództw frontów. Józef Piłsudski nakazał, aby z dniem 1 kwietnia 1920 wszystkie dowództwa frontu zostały skasowane, a w oparciu o ich dowództwa powstały dowództwa armii. Na mocy tego rozkazu dotychczasowe dowództwo Frontu Pomorskiego zostało przekształcone w dowództwo 1 Armii.

### Kalendarium
- 19 października 1919 – sformowanie Frontu Pomorskiego.
- 10 stycznia 1920 – pracę rozpoczęły komisje odbiorcze w twierdzach w Toruniu, Grudziądzu, Chełmnie.
- 17 stycznia po godz. 8:00 – wojska polskie przekroczyły dotychczasową granicę niemiecką. Jako pierwsze granicę przekroczyły oddziały gen. Stanisława Pruszyńskiego, wsparte przez 5. Brygadę Jazdy i pociągi pancerne „Hallerczyk” i „Odsiecz II”. Oddziały polskie, maszerując na prawym brzegu Wisły od rejonu Nieszawy, zajęły tego dnia Golub. Z kolei Pomorska Dywizja Strzelców

płk. Stanisława Skrzyńskiego opanowała Gniewkowo, napotykając pod Wygodą i Brannem na opór niemieckiej straży granicznej. Pod Lipiem doszło do starcia zbrojnego z batalionem wojsk niemieckich, w którym poległ plut. Gerhard Pająkowski — jedyna śmiertelna ofiara operacji. Starcie było przypadkowe i wyniknęło z nieporozumienia co do godziny przejęcia terenu. 
- 18-19 stycznia – przejęto Toruń.
- 20 stycznia - przejęto Bydgoszcz.
- 23 stycznia – przejęto Grudziądz.
- 10 lutego – zaślubiny Polski z morzem, z udziałem szwadronu 1 Pułku Ułanów Krechowieckich.
- 23 marca 1920 – rozwiązano wszystkie fronty.

## Obsada personalna dowództwa frontu
- dowódca armii - gen. por. Józef Haller
- szef sztabu - ppłk Adam Nieniewski
- szef Wydziału Kulturalno-Oświatowego - mjr Marian Dienstl-Dąbrowa

## Ordre de Bataille
- Dowództwo Frontu Pomorskiego
- 11 Dywizja Piechoty (2 Dywizja Strzelców Polskich)
- 15 Dywizja Piechoty (2 Dywizja Strzelców Wielkopolskich)
- 16 Dywizja Piechoty (Dywizja Strzelców Pomorskich)
- V Brygada Jazdy
- IV Grupa Lotnicza
- Grupa gen. Stanisława Pruszyńskiego

## Odznaka pamiątkowa
Jednoczęściowa odznaka wykonana w tombaku z kontrą o wymiarach 50x31 mm zatwierdzona została w Dzienniku Rozkazów Ministerstwa Spraw Wojskowych nr 49 pod 39, poz. 382 z 10 grudnia 1928 roku. Stanowi ją orzeł trzymający na tarczy Gryfa Pomorskiego, na tle morza z płynącym żaglowcem. Nad orłem rok 1920, na tarczy 19. I. 10. II. Wykonanie: Adam Nagalski – Warszawa.
Wykonawcą odznak był również zakład Jana Knedlera oraz Zjednoczeni Grawerzy z siedzibą w Warszawie.
Do odznaki nadawany były dwustronne legitymacje z wizerunkiem odznaki pamiątkowej oraz kolejnym numerem nadania.